# Adolf Brzotický
Adolf Brzotický (ur. 18 lutego 1888 w Ledečy nad Sázavou, zm. 19 marca 1956 lub 1957 w Pradze) – czeski architekt i malarz.

## Życiorys
Był synem Josefa Brzotickiego i Anny Brzotickiej. Ojciec wywodził się ze starego rodu szlacheckiego, polskiego pochodzenia. W młodości uczył się gry na fortepianie. Rodzina przeprowadziła się do Kralup nad Vltavou, a w 1917 na ul. Tyršovą w Pradze. Od 1927 mieszkał na praskich Vinohradach.
Był jednym z ostatnich uczniów Josefa Schulza. Pracował w Ministerstwie Robót Publicznych. Projektował kościoły, budynki mieszkalne i przemysłowe. W 1956 opracował i złożył propozycję betonowego spoinowania fundamentów jednego z naruszonych filarów mostu Karola w Pradze. Realizacja tego pomysłu pozwoliła uniknąć niebezpieczeństwa zawalenia się obiektu.
We władzach miasta Pragi zasiadał w radzie związkowej wraz z bliskim przyjacielem, Aloisem Jiráskiem.

## Rodzina
Miał młodszą siostrę Marię (potem Novákovą), pianistkę. Ożenił się z Elišką Reachovą (zm. 1930). Miał z nią syna Miroslava.

## Dzieła
Do jego głównych dzieł należą:

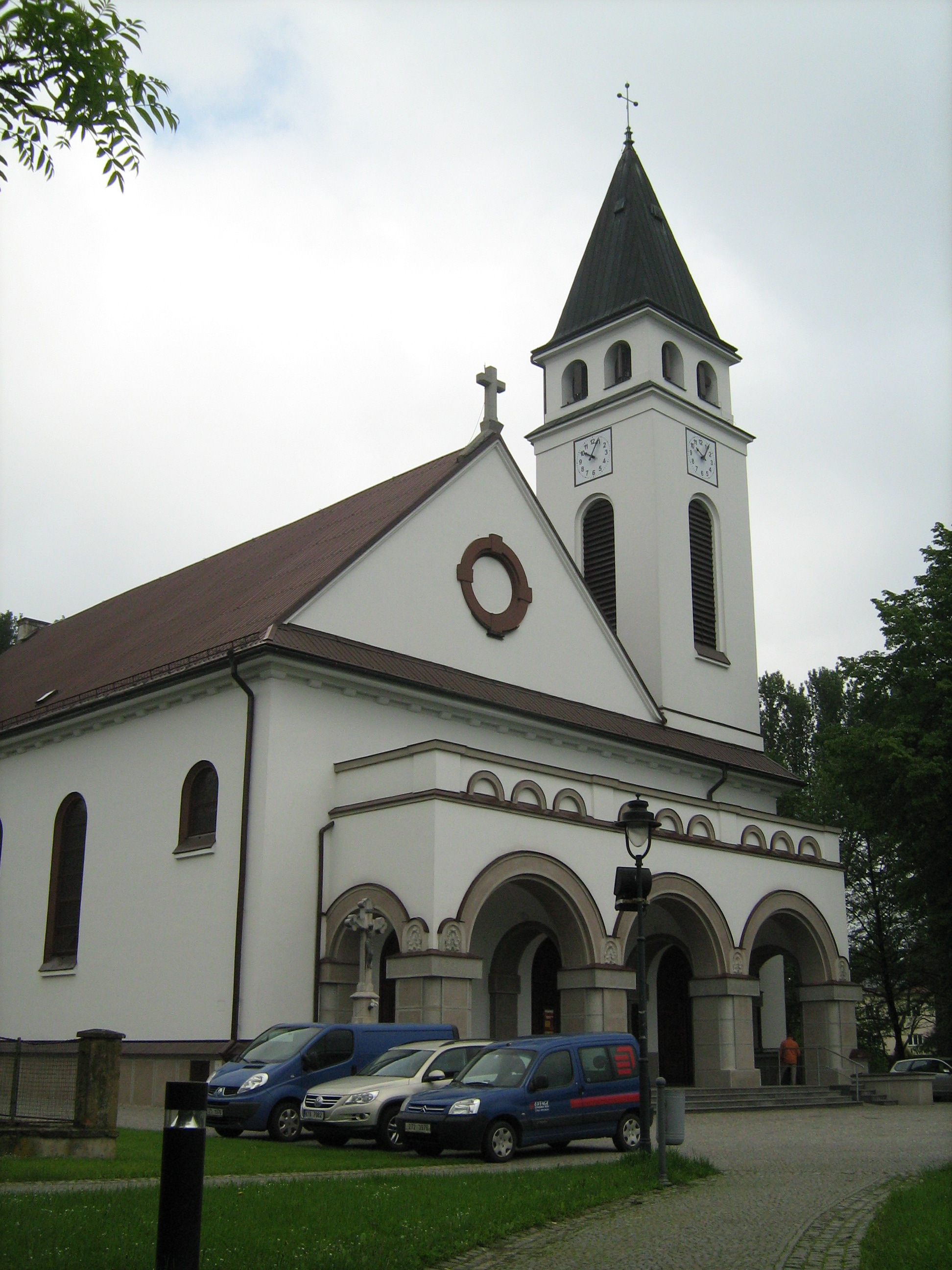
Kościół Chrystusa Króla w Ostrawie

- kościół Chrystusa Króla w Ostrawie, na Svinovie (1927-1929)[3][4],
- kościół św. Wilhelma Akwitańskiego, Vřesina u Hlučína (1930),
- kościół św. Wacława w Bašce (1932-1933)[3],
- zapory wodne Sečská i Vranská,
- wille w Klánovicach i w Pradze na Hanspaulce[2].